# Campo do Tenente
Campo do Tenente is een gemeente in de Braziliaanse deelstaat Paraná. De gemeente telt 6.715 inwoners (schatting 2009).

## Aangrenzende gemeenten
De gemeente grenst aan Lapa, Piên, Quitandinha en Rio Negro.